# 쑥고개로 (서울)
쑥고개로(-路)는 서울특별시 관악구 서림동 신림2교 삼거리에서 시작하여 청룡동 관악구청 삼거리를 잇는 보조간선급 도로로 총 연장은 1.4Km이다. 명칭은 과거 이곳에 소나무 숲이 울창하고 숯을 굽던 가마가 있어 숯고개라고 하던 것이 쑥고개로 와전된 데서 유래하였다고 한다. 서울대학교 정문 앞을 경유하는 신림로와 관악로의 교통량을 분산시키는 역할도 한다.

## 경유지
서울특별시
- 관악구

## 노선
- 신림2교 삼거리 - 쑥고개 - 청룡동 주민센터 - 서울관악초등학교 입구 - 쑥고개 성당 - 관악구청 삼거리

## 연결 도로
이 도로의 기점인 신림2교 삼거리에서 신림로와 만나며, 종점인 관악구청 삼거리에서는 관악로와 만난다.

## 같이 보기
- 관악로
- 신림로